# Carlo Dimai
Carlo Dimai (Cortina d'Ampezzo, 19 aprile 1935 – Cortina d'Ampezzo, 15 gennaio 2018) è stato un bobbista italiano.

## Nazionale
Atleta ampezzano attivo negli anni sessanta, dal 1965 al 1971 fece parte della nazionale italiana di bob come frenatore, partecipando a quattro campionati europei di bob ed un campionato mondiale di bob. 
Il miglior piazzamento fu il sesto posto ai campionati europei di Garmisch-Partenkirchen nel 1966.

## Campionati italiani
Dimai partecipa più volte ai campionati italiani con il Bob Club Cortina sempre nel ruolo di frenatore. Nel 1965 vince una medaglia di bronzo nel bob a due in coppia con il pilota Renato Zardini. Nel 1968 diventa campione d'Italia nel bob a due e vince una medaglia di bronzo nel bob a quattro, sempre pilotato da Zardini. Nel 1971 vince una medaglia di bronzo in coppia con il pilota Toscani.